# Liste des cavités naturelles les plus longues de l'Orne

Département de l'Orne.

La liste des cavités naturelles les plus longues du département de l'Orne recense les cavités souterraines naturelles connues dont le développement est supérieur à cinquante mètres.
La communauté spéléologique considère qu'une cavité souterraine naturelle n'existe vraiment qu'à partir du moment où elle est « inventée » c'est-à-dire découverte (ou redécouverte), inventoriée, topographiée et publiée. Bien sûr, la réalité physique d'une cavité naturelle est la plupart du temps bien antérieure à sa découverte par l'homme ; cependant tant qu'elle n'est pas explorée, mesurée et révélée, la cavité naturelle n'appartient pas au domaine de la connaissance partagée.
La liste spéléométrique des plus longues cavités naturelles de l'Orne (> 50 m) est  actualisée fin 2018.
La plus longue cavité répertoriée dans le département de l'Orne se situe dans les carrières souterraines de la Mansonnière à Rémalard (cf. ligne 1 du tableau ci-dessous).

## Répartition géographique
| \| Alençon Argentan Mortagne-au-Perche \| Répartition géographique des cavités naturelles de l’Orne. |
| Alençon Argentan Mortagne-au-Perche                                                                  |

## Cavités de développement supérieur à50m
3 cavités sont recensées au 31-12-2018.
| Réf. | Cavités (autres noms)           | Communes           | Massifs ou zones géographiques | Coordonnées (WGS 84)        | Développement (en mètres) | Dénivelée (en mètres) | Sources ou références       | Mises à jour |
| ---- | ------------------------------- | ------------------ | ------------------------------ | --------------------------- | ------------------------- | --------------------- | --------------------------- | ------------ |
| 1    | Grotte de la Mansonnière        | Rémalard-en-Perche | Perche                         | 48° 25′ 02″ N, 0° 45′ 36″ E | +000730, m                | +0000, m              | Joël Rodet & Spelunca n°108 | 2000-00      |
| 2    | Grotte de la Petite Mansonnière | Rémalard-en-Perche | Perche                         |                             | +000106, m                | +0000, m              | Spéléométrie de la France   | 2000-00      |
| 3    | Réseau Grasteau-Hivert          | Rémalard-en-Perche | Perche                         |                             | +0 00067, m               | +0000, m              | Spéléométrie de la France   | 2000-00      |